# Bernhard Nast
Bernhard Nast (* 10. April 1924 in Berlin; † 3. Juni 2001 ebenda) war ein deutscher Grafiker und Illustrator in der DDR.

## Leben und Werk
Nast studierte von 1941 bis 1942 und, nachdem er als Soldat der Wehrmacht am Zweiten Weltkrieg teilgenommen hatte, von 1945 bis 1948 in Berlin an der Meisterschule für Grafik und Buchgewerbe. Danach arbeitete er in Berlin-Schöneweide freiberuflich als Grafiker, insbesondere als Buchillustrator. Er gehörte zu den wichtigsten Kinderbuchillustratoren der DDR.
Nast war bis 1990 Mitglied des Verbands Bildender Künstler der DDR.
Originalillustrationen Nasts befinden sich u. a. in der Kinder- und Jugendbuchabteilung der Staatsbibliothek Berlin.

## Buchillustrationen (Auswahl)
- Nikolai Gogol: Phantastische Geschichten. Aufbau-Verlag, Berlin, 1952
- Wladimir Arsenjew: Dersu Usala der Taigajäger. Fahrten und Jagdabenteuer im Fernen Osten. Sachsenverlag Dresden, 1952
- Eduard Zak: Land an der Havel. Sachsenverlag Dresden, 1953
- Karl Neumann: Das Geheimnis im Schwarzen Berg. Der Kinderbuchverlag, Berlin 1960
- Langston Hughes: The Best of Simple. Hill and Wang, New York, 1961
- Benno Pludra: Popp muss sich entscheiden. Der Kinderbuchverlag Berlin, 1962
- Ingeborg Feustel: Antonio und der Autobus. Eine Bilderbuchgeschichte. Der Kinderbuchverlag Berlin, 1963
- Gerhard Hardel: Jenny. Der Kinderbuchverlag Berlin, 1963
- Lilo Hardel: Das Mädchen aus Wiederau. Der Kinderbuchverlag Berlin, 1964
- Sergej Michalkow: Wie die Vögel das Zicklein retteten. Der Kinderbuchverlag Berlin, 1965
- Willi Meinck: Untergang der Januar-Krieger. Der Kinderbuchverlag Berlin, 1967
- Shakespeare-Märchen. Für Kinder nacherzählt von Franz Fühmann. Der Kinderbuchverlag Berlin, 1968
- Brüder Grimm: Das Waldhaus. Der Kinderbuchverlag Berlin, 1969
- Der Pfefferschotenhändler. Indianische Sagen und Märchen. Der Kinderbuchverlag Berlin, 1970
- Märchen der Brüder Grimm. Der Kinderbuchverlag Berlin, 1973
- Johann Wolfgang von Goethe: Die neue Melusine. Der Kinderbuchverlag Berlin, 1973
- Karl Neumann: Frank. Der Kinderbuchverlag Berlin, 1978
- Klaus Beuchler: Nach Babylon im Böhmerwald. Der Kinderbuchverlag Berlin, 1979
- Karl-Heinz Berger: Robin Hood, der Rächer von Sherwood. Der Kinderbuchverlag Berlin, 1979
- Willi Meinck: Auf einmal kam ein Riese. Der Kinderbuchverlag Berlin, 1981
- Theodor Fontane: Um Stunden, höchstens Tage. Gedichte und eine Erzählung. Der Kinderbuchverlag Berlin, 1987
- Brüder Grimm: Das Bergmännchen und andere Sagen. Der Kinderbuchverlag Berlin, 1989

## Ausstellungen (unvollständig)
- 1972/1973: Dresden, VII. Kunstausstellung der DDR
- 1976 bis 1986: Berlin, vier Bezirkskunstausstellungen
- 1979: Berlin, Ausstellungszentrum Fernsehturm („Die Buchillustrationen in der DDR. 1949 – 1979“)